# Каннаво, Сальваторе
Сальваторе Каннаво (итал. Salvatore Cannavò; 23 августа 1964, Лингуаглосса, Катания) — итальянский левый политик и публицист.

## Краткая биография
Политическая биография Сальваторе Каннаво началась в 1986 году, когда он присоединился к ассоциации «Красное знамя», итальянской секции Четвертого интернационала. В 1990 году принял участие в создании студенческого движения «Пантера» (Pantera). Это движение было направлено против реформы университета, проводимой министром координации научных и технологических исследований Антонио Руберти. Движение началось с оккупации студентами 6 декабря 1989 года факультета филологии Университета Палермо.
В 1991 году вместе со всей ассоциацией вступил в Партию коммунистического возрождения (ПКВ). Занимал пост вице-директора коммунистической газеты, официального органа ПКВ «Liberazione». В 2001 году один из организаторов антиглобалистской сети АТТАК и один из организаторов протестов против «Большой Восьмерки» в Генуе в том же году. Участник первых четырех Всемирных социальных форумов. Принимал участие в подготовке первого Европейского социального форума во Флоренции в 2002 году.
Входил в Национальное руководство ПКВ. По итогам удачных для партии парламентских выборов 2006 года вошел в Палату депутатов. После создания в январе 2007 года леворадикальной ассоциации «Критическая левая» внутри ПКВ вошел в её состав. Ассоциация выступала против участия партии в левоцентристском правительстве Романо Проди. В 2007 году покинул парламентскую фракцию ПКВ. На выборах 2008 годах баллотировался от «Критической левой», но не прошел в парламент. В настоящее время является редактором журнала «Erre».